# Quel giorno
Quel giorno (Ce jour-là) è un film del 2003 diretto da Raúl Ruiz.